# Francesc Serra de Gaieta
Sa Pobla (s. XVIII)- Palma (1778), religiós observant i, segons  Bover, autor de dos llibres de poesies inèdits en castellà; el vicari Parera també afirma que és autor de poesies en català que va poder llegir en l'arxiu familiar